# Karabin M14
US Rifle 7,62 mm M14 – amerykański karabin samopowtarzalny produkowany w latach 60 XX wieku, jako następca karabinu M1 Garand. Produkcję M14 dla armii przerwano po zaledwie 5 latach, od 1968 r. zastępując go karabinem M16. Mimo to, karabiny M14 w ograniczonym stopniu nadal wykorzystywane są przez amerykańskie siły zbrojne.

## Historia
Po zakończeniu II wojny światowej podstawowym karabinem amerykańskiej piechoty nadal pozostawał M1 Garand. Był to solidny karabin samopowtarzalny, ale o dużej masie i z nietypowym zasilaniem z ośmionabojowych ładowników obniżającym szybkostrzelność praktyczną. Już w czasie II wojny światowej podejmowano próby opracowania wersji karabinu M1 Garand zasilanej z magazynków wymiennych, ale prace zakończyły się na etapie prototypu. Do prac nad nowym karabinem powrócono wraz z wprowadzeniem do uzbrojenia nowej amunicji T65E3 (7,62 × 51 mm), którą wkrótce standaryzowano we wszystkich państwach NATO, jako nabój karabinowy 7,62 mm NATO (.308 NATO). Prace nad nową bronią toczyły się wraz z pracami nad nowym nabojem. Do pierwszego etapu prób dopuszczono:
- T25 – konstrukcję Earle’a M. Harveya
- T28 – pochodną Sturmgewehr 45 opracowaną przez Cyrila A. Moore’a
- T31 – konstrukcję Johna M. Garanda

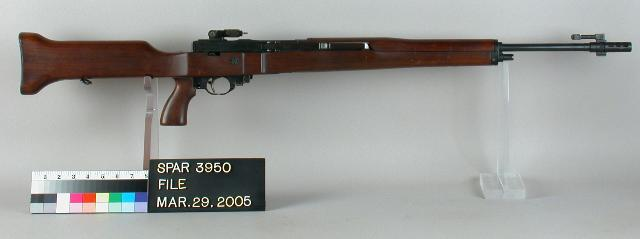
T25 (prototyp)
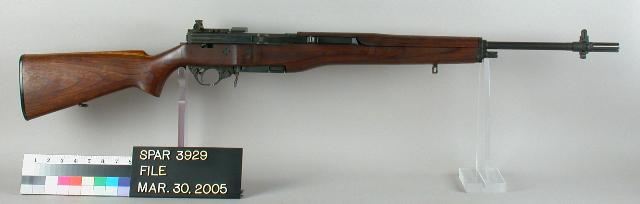
T47 (prototyp)

W trakcie prób odpadły karabiny T28 i T31, a następnie T47 (przeprojektowany T25). W 1950 roku prowadzono też próby karabinów EM2 i FN FAL (kalibru 7 × 43 mm Mk1Z), jednak brak zaufania amerykańskich wojskowych do amunicji pośredniej spowodował odrzucenie obu konstrukcji.
Próby rozpoczęto od początku. Tym razem uczestniczyły w nich:
- T44 z zakładów Springfield
- T48 (belgijski FN FAL).

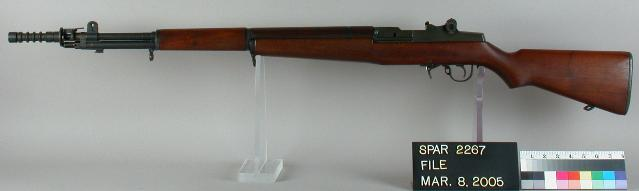
T20E2 (prototyp)

Obydwa karabiny były już zasilane nabojem T65E3, a celem prób było wyłonienie karabinu, który miał się stać standardową bronią piechoty wszystkich armii paktu. Jednak kiedy wyniki prób zaczęły wskazywać na FN FAL jako prawdopodobnego zwycięzcę konkursu, Amerykanie ze względów prestiżowych zdecydowali się wprowadzić do uzbrojenia T44E4 jako „US Rifle 7,62 mm M14”. T44 został zaprojektowany jako udoskonalenie karabinu T20E2 (eksperymentalna wersja karabinu M1 Garand). Miał lżejszą lufę, a po wprowadzeniu nowej amunicji zaadaptowano go do zasilania nabojami T65E3. Produkcję rozpoczęto w 1957 roku.
Wersję karabinu T44E5 wyposażoną w lufę ciężką, grubsze łoże i dwójnóg przyjęto do uzbrojenia jako M15 (miała pełnić funkcję ręcznego karabinu maszynowego). Wkrótce produkcję karabinu maszynowego M15 wstrzymano, wprowadzając w jego miejsce skonstruowaną przez kpt. D. Gosneya z US Infantry Bard odmianę M14A1.
Karabin M14 był bronią solidną i niezawodną, ale poza zasilaniem magazynkowym właściwie pod żadnym względem nie przewyższał karabinu M1 Garand. Niewiele lżejszy i dłuższy, nie sprawdzał się jako karabin strzelający seriami. Zbyt silny nabój powodował, że broni nie dało się opanować i utrzymać na celu. W rezultacie większość karabinów używanych w armii amerykańskiej była pozbawiona możliwości strzelania seriami (w drużynie piechoty były tylko dwa samoczynne karabiny M14A1, reszta była w wersji samopowtarzalnej).
W rezultacie już w 1963 roku, po zaledwie pięciu latach od rozpoczęcia produkcji, decyzją sekretarza obrony Roberta S. McNamary produkcję wstrzymano. Do tego czasu wyprodukowano 1 380 346 sztuk karabinu M14. Po wprowadzeniu do uzbrojenia karabinu M16, karabiny M14 wycofano z uzbrojenia. Nieliczne pozostałe egzemplarze są używane przez niektóre oddziały specjalne.

## Wersje

### Wojskowe
- M14 – wersja standardowa

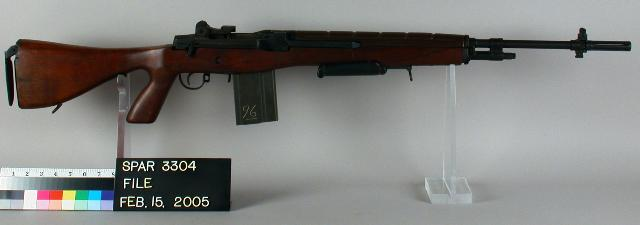
M14E2

- M14E2M14E2/M14A1 – wersja karabinu M14 o inaczej ukształtowanej kolbie zakończonej gumowym trzewikiem, z wyodrębnionym chwytem pistoletowym. Karabin był wyposażony w lufę zakończoną osłabiaczem podrzutu, dwójnóg i chwyt przedni. Miała pełnić funkcję ręcznego karabinu maszynowego, ale z powodu małej masy, niewymiennej lufy i mało pojemnego magazynka nie była pełnowartościowym karabinem maszynowym.
- M14 Mod 0 Enhanced Battle Rifle – udoskonalona wersja karabinu przeznaczona do użycia w jednostkach specjalnych US Marines
- M15 – ręczny karabin maszynowy będący pochodną M14. Wyprodukowany w niewielkiej liczbie egzemplarzy.
- M21 – karabin wyborowy powstający przez przebudowę wyselekcjonowanych pod względem rozrzutu karabinów M14
- Type 57 – oznaczenie karabinów produkowanych na Tajwanie (rząd Tajwanu zakupił w 1968 roku linię produkcyjną karabinów M14 należącą do zakładów Springfielda)
- M36 SWS i M89SR – izraelskie karabiny wyborowe, wersje M14 w układzie bullpup

### Cywilne
- M14 „National Match Rifle” – samopowtarzalny karabin sportowy
- M14M – wersja produkowana dla członków National Rifle Association of America
- M14ATM – wersja samopowtarzalna produkowana przez Springfielda
- M14 Sporter – samopowtarzalna wersja produkowana przez chiński koncern Norinco. Ze względu na amerykańskie przepisy pozbawiony tłumika płomieni i obsady bagnetu.

## Opis konstrukcji
Karabin M14 był indywidualną bronią samoczynno-samopowtarzalną. Zasada działania oparta na wykorzystaniu energii gazów prochowych odprowadzanych przez boczny otwór lufy. Ryglowanie przez obrót zamka. Mechanizm spustowy umożliwiał strzelanie ogniem pojedynczym i seriami. Przełącznik rodzaju ognia po prawej stronie komory zamkowej (większość egzemplarzy została pozbawiona możliwości strzelania seriami). Oddzielny bezpiecznik znajdujący się przed spustem. Zasilanie z dwurzędowych magazynków pudełkowych o pojemności 20 naboi. Mechaniczne przyrządy celownicze składają się z muszki w osłonie i celownika przeziernikowego.